# Nahleadivka, Kompaniivka
Nahleadivka (în ucraineană Наглядівка) este un sat în comuna Petrivka din raionul Kompaniivka, regiunea Kirovohrad, Ucraina.

## Demografie
Componența lingvistică a localității Nahleadivka
     Ucraineană (95,07%)
     Română (3,52%)
     Rusă (1,41%)
Conform recensământului din 2001, majoritatea populației localității Nahleadivka era vorbitoare de ucraineană (95,07%), existând în minoritate și vorbitori de română (3,52%) și rusă (1,41%).